# Peinture (Miró, 1930)
Pour les articles homonymes, voir Peinture.
Peinture est le titre donné par Joan Miró à l'une de ses toiles, réalisée en 1930.

## Contexte
La toile est peinte de janvier à avril 1930, alors que Miro, en rupture avec le mouvement surréaliste affirme vouloir « assassiner la peinture ». Elle fait partie d'un ensemble de cinq grandes toiles sur fond blanc peintes entre janvier et mai 1930.

## Description
Sur une toile à fond blanc, divers personnages sont figurés par du jaune pâle dont les traits principaux sont accentués avec du noir et gris anthracite. Des zones colorés sont également présents : trois éléments rouge vif, un bleu ciel, un violet.

## Expositions
- Miró : La couleur de mes rêves, Grand Palais, Paris, 2018-2019 — n°42.